# 钙调蛋白

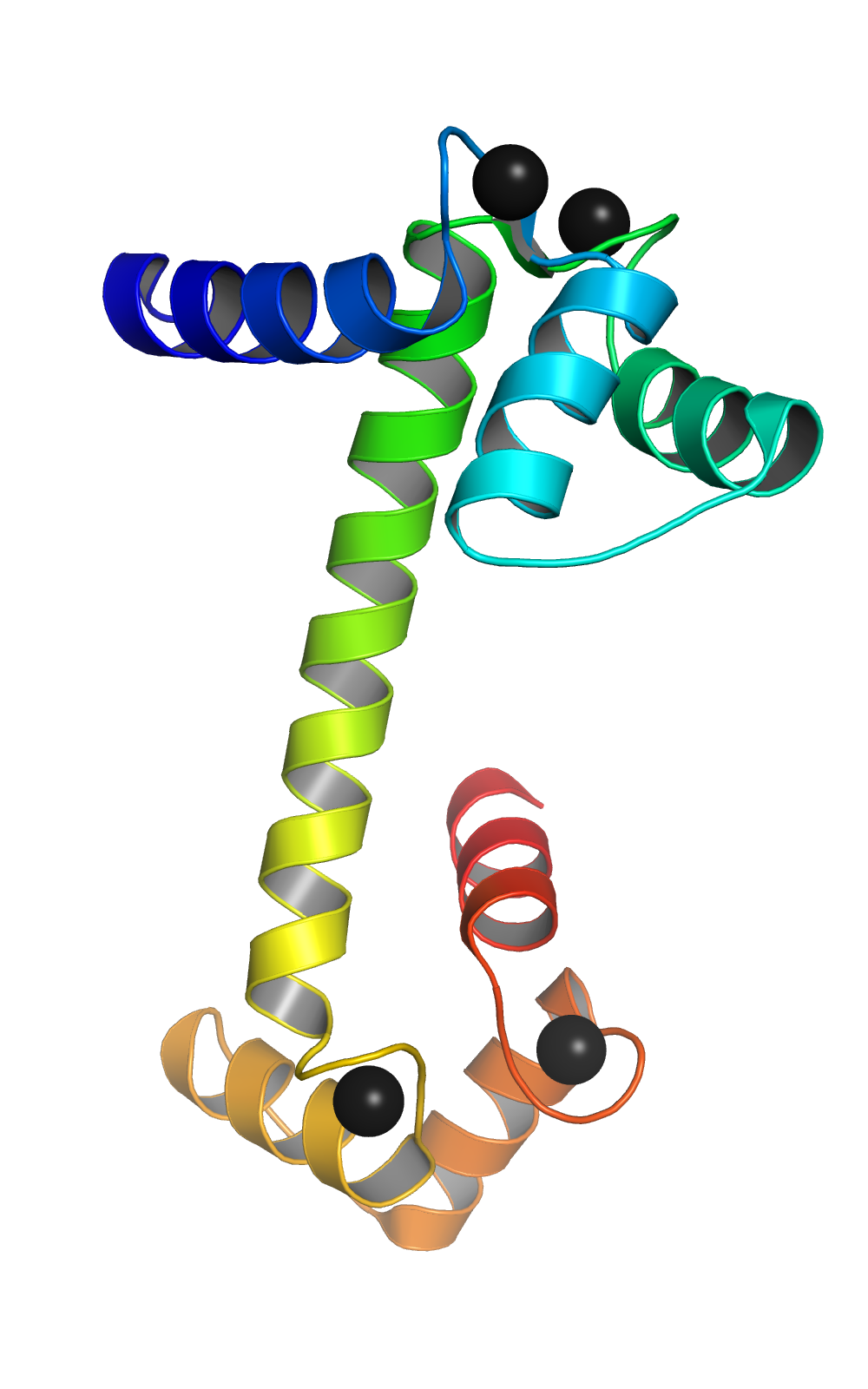
钙调素的三维结构，所结合的四个钙离子用黑球来表示。

钙调蛋白（英語：Calmodulin，简称CaM），又稱為攜鈣素，是一種能与钙离子结合的蛋白质，普遍存在真核生物细胞中。
钙调蛋白是一种多功能中介钙结合蛋白。它是第二信使{\displaystyle {\ce {Ca^2+}}}的细胞内靶点，钙调蛋白的激活需要{\displaystyle {\ce {Ca^2+}}}的结合。一旦与{\displaystyle {\ce {Ca^2+}}}结合，钙调蛋白作为钙信号转导通路的一部分，通过改变激酶或磷酸酶等目标蛋白的活性而起到信号转导的作用。

## 结构
钙调蛋白由148个氨基酸组成（分子式为：C714H1120O255N188S9分子量为16700Da），其氨基酸序列高度保守；含有大量酸性氨基酸（有1/3是谷氨酸和天冬氨酸），为酸性蛋白质（等电点为4.3）。钙调蛋白中含有两个几乎对称的哑铃型结构域，中间由一个柔性连接区域连接，每一个结构域都有一对EF手模体，总共含有4个EF手模体，每一个EF手结构模体都有一个钙离子结合位点。钙调蛋白通过四个钙离子结合位点与{\displaystyle {\ce {Ca^2+}}}结合的水平来感知细胞内的{\displaystyle {\ce {Ca^2+}}}水平。
钙离子结合区在氨基酸序列中的位置是:21 - 32、57 - 68、94 - 105和130 -141（从N端到C端）;钙结合的每个区域都有12个氨基酸残基的长度。这些区域位于两个α-螺旋结构之间，前两个区域(21 - 32和57 - 68)位于链接区域的一边。

### 钙调蛋白的结构特点
钙调蛋白的靶蛋白种类繁多，这要求钙调蛋白的结构具有一定的特点。其特点可以概括为如下两方面：
一、钙调蛋白的结构具有高度可变性（Flexibility）。通过比对自由状态下的钙调蛋白的结构与结合到靶蛋白上的钙调蛋白的结构，可以很容易发现钙调蛋白结构的可变性。但核磁共振技术的研究表明即使在自由状态下，钙调蛋白的柔性连接区域也表现出动态构象。简而言之，钙调蛋白的连接区域是天然无折叠蛋白片段（Intrinsic Disordered Proteins）。
二、钙调蛋白非极性结合位点的口袋形状具有通用性，它不需要靶蛋白具有特定的氨基酸序列。
一个例子是钙调蛋白既能与钾离子通道蛋白结合，又能与N-甲基-D-天冬氨酸受体蛋白（NMDA受体）结合。它们的氨基酸序列相差较大，仅长度就相差50个氨基酸残基。

## 机制

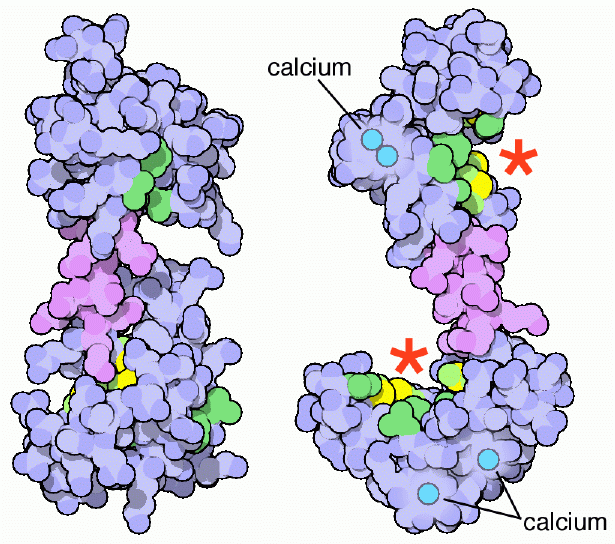
钙离子结合之前与之后，钙调蛋白结构的比较。图像来源于PDB。

EF手结构域为{\displaystyle {\ce {Ca^2+}}}结合提供了一个电负性环境。钙结合后，α-螺旋处于垂直的位置，使得钙调蛋白处在一个开放的构象中，其中甲硫氨酸残基的疏水性甲基通过构象变化暴露在钙调蛋白表面，让钙调蛋白表面更具有疏水性质。此后钙调蛋白可以与目标蛋白上的碱性的两亲性螺旋(BAA螺旋)结合。这些螺旋含有互补的疏水区域。钙调蛋白的柔性连接区域允许钙调蛋白的两个亚基紧密环绕它的靶蛋白。这种特性使它能够紧密地结合在不同的目标蛋白上。

### 分子动态学特征
C-末端结构域（CTD）在溶液中的结构与x射线解析得到的晶体结构相似，而N-末端结构域（NTD）相对于晶体状态，其EF手模体的开放程度大大降低。这表明{\displaystyle {\ce {Ca^2+}}}结合导致N-末端结构域的构象变化大于C-末端结构域。钙调蛋白的骨架可变性是它拥有广泛靶蛋白的关键。前面已经提及钙调蛋白中两个包含EF手模体的球形蛋白质域通过天然无折叠柔性连结域进行连接，从而能够实现长程别构效应。

### 信号转导的途径
钙调蛋白本身是{\displaystyle {\ce {Ca^2+}}}作为细胞的第二信使发挥功能的一个中介。它的作用机制可以从两个方面进行叙述：

#### 细胞质钙离子水平监测
细胞质中的钙离子浓度低至{\displaystyle 10^{-7}M}，这要求钙调蛋白对钙离子浓度的变化非常敏感。钙调蛋白有4个钙离子结合位点，相互之间有协同效应，作用关系可以用希尔方程（Hill Equation）进行描述。借由协同效应，钙调蛋白能够对微量钙离子浓度的变化进行快速响应。钙调蛋白只有在与钙离子结合之后才能够处于开放状态，具有生物活性，因此钙调蛋白的活性可以看成细胞质钙离子水平的一个标度。

#### 对下游蛋白的活性进行调节
钙调蛋白主要通过调节靶酶活性的方式调节细胞的代谢过程。CaM-Ca2+复合体是一些酶（主要是激酶和磷酸酶）的辅酶，对于它们发挥功能是必要的。有研究表明CaM-Ca2+还可以与钾离子通道蛋白、一些细胞膜上的受体相互作用。

## 功能
（文献来源请求）
钙调蛋白可以与很多不同的蛋白质结合，因此影响了细胞功能的方方面面。钙调素参与介导的生命活动进程有炎症反应、代谢、细胞凋亡、肌肉收缩、细胞内运动、短期和长期记忆、神经生长以及免疫反应等。一些研究者还发现，钙调素可以在细胞核内发挥功能，其可能参与前mRNA的剪切和调控核糖体聚合及功能发挥。许多钙调素结合蛋白其本身不能结合钙离子，而钙离子在细胞的信号传导体系中作为重要的第二信使，所以这些钙调素结合蛋白就可以利用钙调素来作为钙感应器和信号传导分子。钙调素可以调节细胞内钙离子的浓度；而在内质网中，钙调素还可以被用作钙储存介质。钙调素在结合钙离子前后会发生构象变化，因此可以在特定的反应中结合特定的蛋白质。钙调素的功能可以被转录以及翻译后修饰（如磷酸化、乙酰化、甲酰化和蛋白酶解）所调控。